# Andreas Bussæus
Andreas Bussæus (født 30. marts 1679, død 4. januar 1735 i Helsingør) var en norskfødt filosof, historiker og jurist.
Bussæus blev student i Bergen i 1696 og tog det følgende år den filosofiske baccalaurgrad. Efter at have taget teologisk attestats dyrkede han filologiske og historiske studier, men kastede sig til sidst over juraen.
Bussæus blev i 1710 Højesteretsadvokat, og i 1718 blev han borgemester i Helsingør. 
Bussæus samlede bøger og manuskripter, men af hans eget forfatterskab nåede kun en lille del at blive trykt. Han oversatte Årngrim Jonssons Grønlandia til dansk i 1732, og i 1733 færdiggjorde han den første fuldstændige udgave af Are Frodes Islendingabok med latinsk oversættelse og noter, men denne udgave fik allerede i samtiden kritik.
I 1735 døde Bussæus efter få dages sygdom, og han blev begravet fra Skt. Olai Kirke i Helsingør.
Efter hans død udkom Frederik IV's Dagregister, der blev udgivet på dansk i 1770 og på tysk i 1773. Trods mangler findes der mange værdifulde oplysninger i bogen, som har været en af de vigtigste kilder til Danmarks og Norges historie i Frederik IVs regeringstid.

## Familie og ægteskab
Bussæus hed egentlig Anders Buss. Det er usikkert, om Bussæus blev født i Lofoten, men faderen, Peder Andersen Buss, var foged i Lofoten og blev senere viceamtmand i Nordland. Faderen døde ved en drukneulykke i 1686, og moderen, Dorothea Michelsdatter Storm, giftede sig i 1689 med den nye viceamtmand i Nordland, Joachim Bredal (1655-1708). Hvornår moderen er død, vides ikke, men det vides, at hun overlevede Bussæus.
Bussæus blev i september 1712 gift med Mette Frandsdatter Wederborn (født 1639). Trods aldersforskellen overlevede hun Bussæus og blev - ligesom Bussæus - ved sin død i 1738 begravet fra Skt. Olai Kirke i Helsingør.